# ふくしま医療機器開発支援センター
ふくしま医療機器開発支援センター（ふくしまいりょうききかいはつしえんセンター）は、福島県郡山市にある公設試験研究機関である。

## 概要
福島県が医療機器産業の集積や振興を図るために開設した、医療機器の開発から事業化までを一体的に支援する国内初の公設試験研究機関である。
2016年11月に開所した。

## 機能
医療機器の開発に向けて生物学や電気、物理、化学など多様な分野の安全性評価を１カ所で行うことができる国内初の拠点となっている。
医療関係者の人材育成・訓練、企業の新規参入などのコンサルティング・情報発信、企業や医療機器メーカーなどのマッチングの機能も備える。
- 生物学的安全性試験
  - 大型動物（実験用ブタ）を用いた埋植試験（筋肉内・骨内・皮下・血管内）が実施可能。
- 電気物理化学的安全性試験
  - 国内では数少ないX線遮蔽機能を有する電波暗室を備えるほか、恒温恒湿室を始めとした各種環境試験機器、RoHS指令物質分析を実施できる各種分析装置などにより、幅広い評価試験に対応している。
- 人材育成・訓練機能
- コンサルティング情報発信機能

## 交通アクセス
- 郡山駅から車で約10分。
- 東北自動車道 郡山インターチェンジから車で約10分。
- JR東日本磐越西線郡山富田駅下車すぐ。